# خزانة تنشيف الصحون

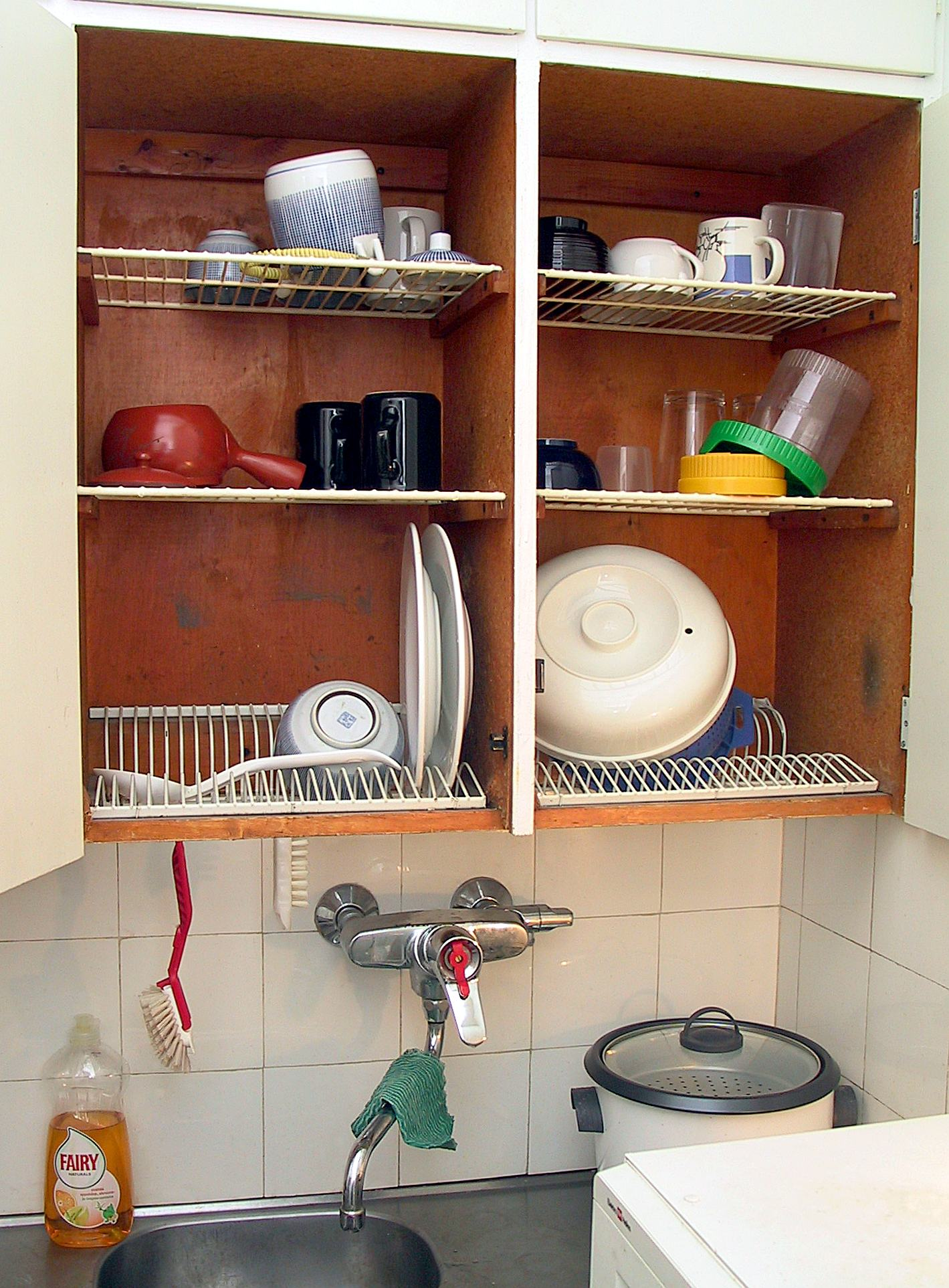
A dish draining closet.

خزانة تنشيف الصحون اختراع للفنلندية مايو غبهارد ، يهدف إلى تسريع جفاف الصحون المغسولة ، أو حتى لجعل مرحلة التجفيف الكامل غير ضرورية. تم تطويرها في جمعية كفاءة العمل الفنلندية 1944-1945. سمـّتها مؤسسة الاختراعات الفنلندية بأنها واحدة من الاختراعات الفنلندية الأكثر أهمية في هذه الألفية. رغم مزاياها ، فخزانة تنشيف الصحون ليست شعبية جداً خارج فنلندا، بل ظلت في الغالب تخصص فنلندي. هناك بعض خزانات تنشيف الصحون تستخدم في السويد وإيطاليا.